# Comuna Adamivka, Vradiivka
Adamivka (în ucraineană Адамівка) este o comună în raionul Vradiivka, regiunea Mîkolaiiv, Ucraina, formată din satele Adamivka (reședința) și Novohrîhorivka.

## Demografie
Componența lingvistică a comunei Adamivka
     Ucraineană (95,09%)
     Rusă (2,73%)
     Română (1,91%)
Conform recensământului din 2001, majoritatea populației comunei Adamivka era vorbitoare de ucraineană (95,09%), existând în minoritate și vorbitori de rusă (2,73%) și română (1,91%).